# 金田駅
金田駅（かなだえき）は、福岡県田川郡福智町金田にある平成筑豊鉄道の駅である。
平成筑豊鉄道の車両基地と本社があり、同社の中心的な駅となっている。伊田線と糸田線との分岐駅のため、乗務員がこの駅で交代することが多い。駅番号はHC10。
2009年（平成21年）4月1日より、方城振興開発（当時、福智町内で日帰り温泉施設「ふじ湯の里」を運営）と、財団法人福智町健康交流体験協会（同じく福智町内で「日王の湯温泉」を運営）が共同でネーミングライツを取得し、副駅名付きの駅名がふじ湯の里・日王の湯温泉金田駅（ふじゆのさと・ひのうのゆおんせんかなだえき）となっている。

## 歴史
- 1893年（明治26年）2月11日：九州鉄道の駅として開業[1]。
- 1903年（明治36年）4月1日：（貨）方城駅への貨物支線開業（分岐は金田 - 糒間）。
- 1907年（明治40年）7月1日：九州鉄道が国有化[1]。官設鉄道の駅となる。
- 1908年（明治41年）3月28日：（貨）金田駅への貨物支線開業（分岐は金田 - 糒間）。
- 1909年（明治42年）1月1日：（貨）堀川駅への貨物支線開業。（貨）金田駅が金田炭坑駅に改称。
- 1927年（昭和2年）6月20日：金田炭坑駅への貨物支線廃止。
- 1929年（昭和4年）
  - 2月1日 - 金宮鉄道（現在の糸田線）開業。
  - 6月1日 - 金宮鉄道が九州産業鉄道に譲渡。
- 1933年（昭和8年）10月6日：九州産業鉄道が産業セメント鉄道に改称
- 1943年（昭和18年）7月1日：戦時買収私鉄指定により、産業セメント鉄道を国有化。
- 1945年（昭和21年）6月10日：堀川駅への貨物支線廃止、堀川駅を併合。
- 1971年（昭和46年）3月15日：方城駅への貨物支線廃止。
- 1980年（昭和55年）10月1日：門司港駅 - 由布院駅を結んでいた急行「はんだ」を快速に格下げ。これにより当駅に停車することとなる。
- 1984年（昭和59年）2月1日：無人駅となる[3][4]。
- 1986年（昭和61年）11月1日：「はんだ」廃止。
- 1987年（昭和62年）4月1日：国鉄の分割民営化により九州旅客鉄道（JR九州）・日本貨物鉄道（JR貨物）に承継[1]。
- 1989年（平成元年）
  - 7月21日：平成筑豊鉄道本社が当駅構内に移転[5]。
  - 10月1日：平成筑豊鉄道に転換[1]。
- 2004年（平成16年）3月25日：三井鉱山セメント（現・麻生セメント）の専用線廃止により、貨物扱い廃止。
- 2009年（平成21年）4月1日：ネーミングライツにより「ふじ湯の里・日王の湯温泉」の愛称が付く[2]。
- 2016年（平成28年）9月25日：早朝、回送列車2両のうちの1両が脱線、けが人なし。
- 2019年（令和元年）10月1日：駅ナンバリング導入。

## 駅構造

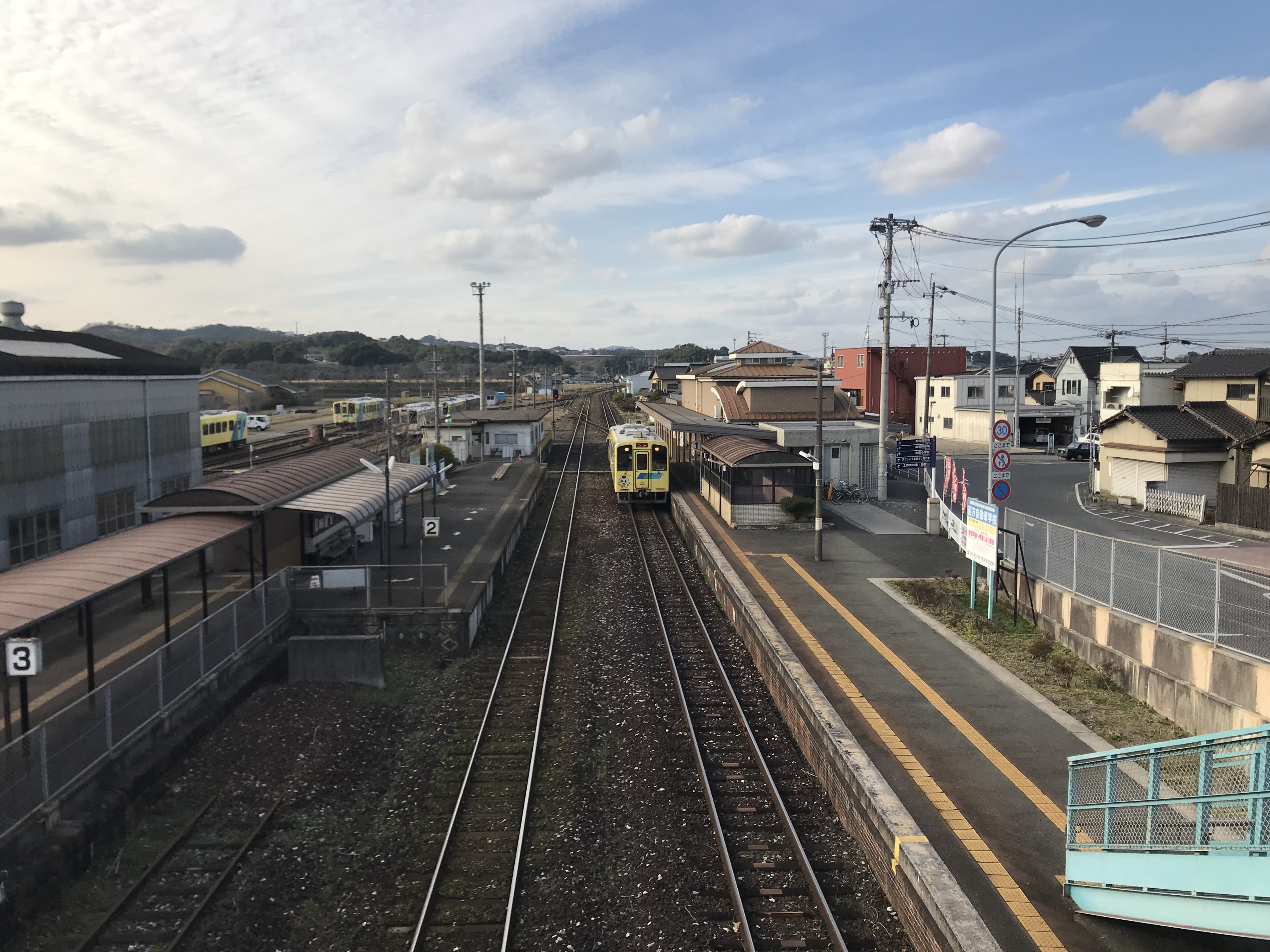
構内の様子
（車庫側に4番のりばがある）

駅舎側に単式ホーム1面、反対側は島式ホームに上金田 / 豊前大熊方に切欠きホーム（3番のりば ※使用停止中）が設けられた1面3線（合計2面4線）を有する地上駅である。駅舎がある1番のりばと島式ホーム側の2-4番のりばとは地下連絡通路および跨線橋で繋がっている。1番のりばは駅舎の入口にスロープが併設されているため、車椅子での利用が可能であるが、2-4番のりばは地下連絡通路と跨線橋の両方にエレベーターがなく、完全に非対応である。
駅舎には平成筑豊鉄道本社が併設されており、平日のみ出札窓口が営業している。また2-4番のりばの直方寄りには金田運転指令室があり、全線の運転指令業務および金田駅構内の信号取扱い業務を行うほか、乗務員基地にもなっている。
なお、駅舎のテナントとして居酒屋が入居している。

### のりば
| のりば | 路線                        | 方向 | 行先                 | 備考                       |
| ------ | --------------------------- | ---- | -------------------- | -------------------------- |
| 1      | ■伊田線 （■田川線直通含む） | 上り | 田川伊田・行橋方面   |                            |
| 1      | ■糸田線                     | -    | 糸田・田川後藤寺方面 | 直方方面からの直通列車のみ |
| 2      | ■伊田線 （■糸田線直通含む） | 下り | 直方方面             |                            |
| 3      | -                           | -    | （臨時ホーム）       | 使用停止中                 |
| 4      | ■糸田線                     | -    | 大藪・田川後藤寺方面 | 当駅始発のみ               |

## 利用状況
各年度の1日平均乗降・乗車人員の推移は下表のとおり。
| 年度   | 1日平均乗降人員 | 1日平均乗車人員 |
| ------ | --------------- | --------------- |
| 2006年 | 1,210           |                 |
| 2015年 | 672             |                 |
| 2016年 |                 |                 |
| 2017年 |                 | 288             |
| 2018年 |                 | 273             |
| 2019年 |                 | 264             |

## 駅周辺
駅周辺は旧・金田町の中心である。
- 福智町役場
- 福智町立金田義務教育学校
- 金田体育館
- 金田駅前商店街
- 特別養護老人ホーム第二長寿園
- 金田高齢者健康推進センター
- 金田在宅介護支援センター
- 金田社会福祉センター
- 金田武道館
- 金田郵便局
- 田川信用金庫金田支店
- 福岡シティ銀行金田支店
- 福岡銀行金田支店
- 田川農業協同組合金田支所
- 福岡県道22号田川直方線
- 福岡県道407号方城金田線
- 定禅寺
- ふじ湯の里
- 日王の湯温泉（当駅から南西へ車で10分程度送迎バスあり）
- 田川地区消防署金田分署
- 菅原神社
- 恵比寿神社
- 田川構内タクシー金田営業所
- 居酒屋ちょびのみ（駅舎内）

- 筑豊アクションクラブ(車両基地付近)

### バス路線
- 福智町福祉バス

## 隣の駅
平成筑豊鉄道
■伊田線
人見駅 (HC9)  - 金田駅 (HC10)   - 上金田駅 (HC11)
■糸田線
金田駅 (HC10)  - 豊前大熊駅 (HC51)